# آسکیت، نیو ساوت ولز
آسکیت (به انگلیسی: Asquith) یک حومه شهر در استرالیا است که در نیو ساوت ولز واقع شده‌است.